# Uma (nome)
Uma è un nome proprio di persona femminile usato in diverse lingue diffuse nel subcontinente indiano.

## Origine e diffusione

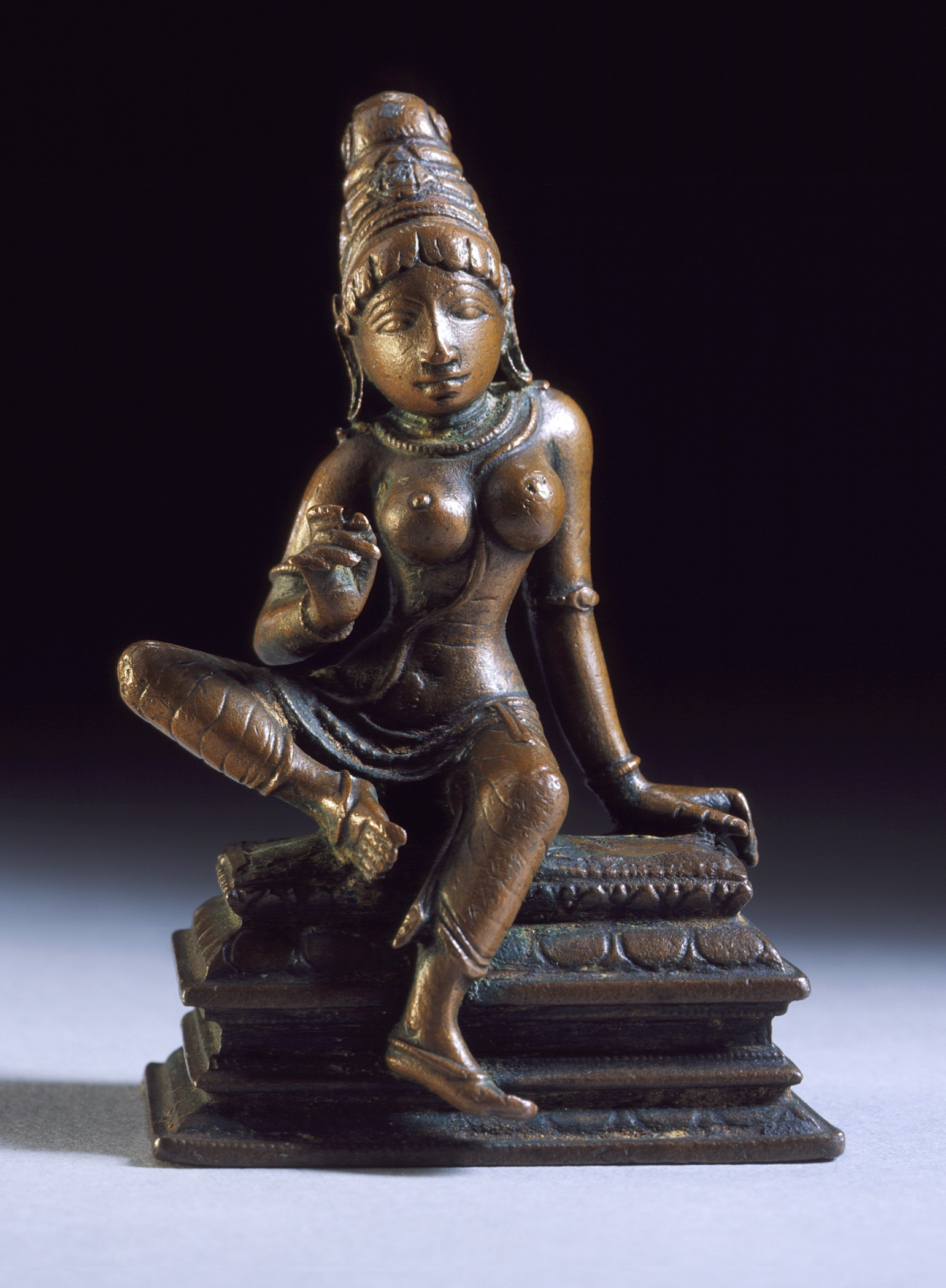
Statuetta raffigurante la dea induista Parvati

Riprende un altro nome della divinità induista Parvati; è attestato in hindi (dove è scritto उमा, usando l'alfabeto devanagari), in telugu (ఉమా), kannaḍa (ಉಮಾ), malayalam (ഉമാ) e tamil (உமா).
Etimologicamente, risale ad un termine sanscrito che indica il lino o la curcuma, tuttavia nei testi induisti è proposta una spiegazione alternativa, che lo vorrebbe tratto  dall'esclamazione उ मा (u ma), cioè "Oh [figlia], non farlo [il praticare l'austerità]", che la madre di Parvati avrebbe rivolto a sua figlia.

## Persone
- Uma Narayan, scrittrice indiana
- Uma Thurman, attrice e modella statunitense